# Spoorlijn Montreux - Lenk

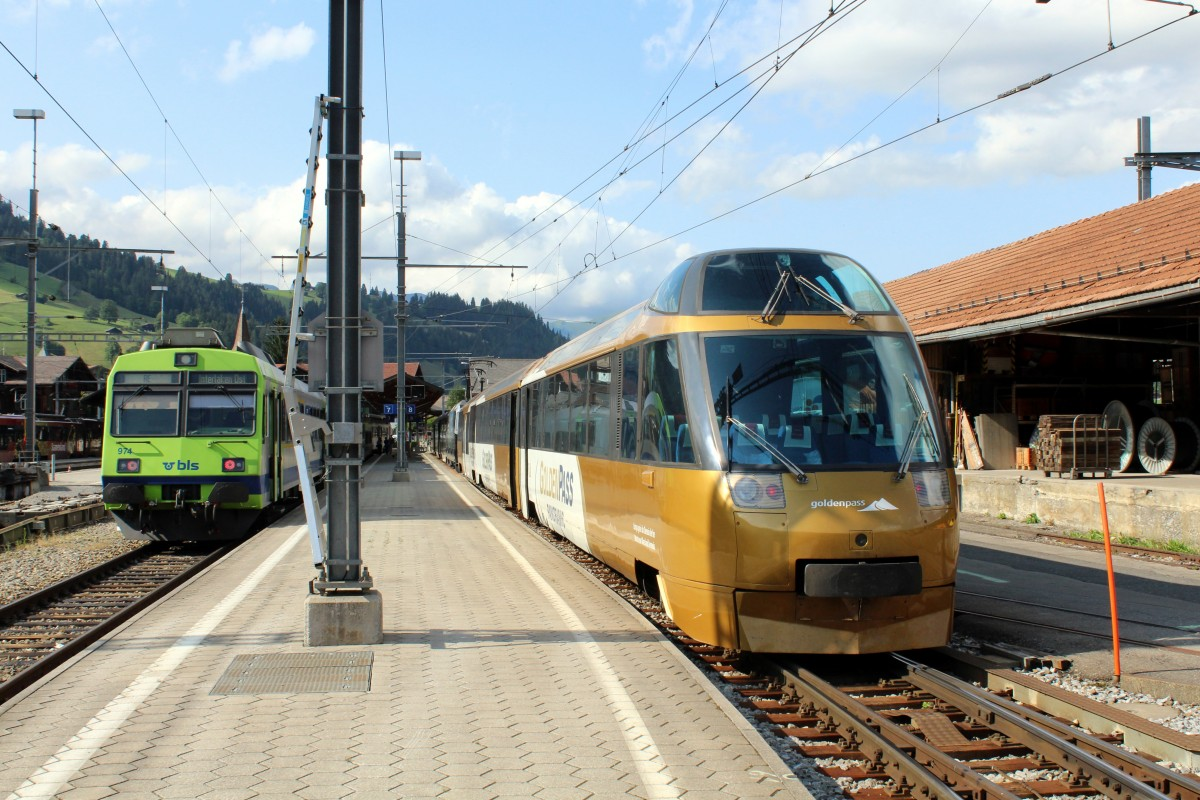
Station Zweisimmen met treinen van BLS (links) en MOB (rechts)

De spoorlijn Montreux – Lenk im Simmental is een smalspoorspoorweg van de Zwitserse spoorwegmaatschappij Montreux–Berner Oberland-Bahn (afgekort MOB), (Frans: Chemin de fer Montreux-Oberland Bernois). De MOB rijdt op het traject van Montreux gelegen aan het meer van Genève gelegen in kanton Vaud naar de volgende plaatsen: Les Avants boven Montreux in Vaud, Montbovon gelegen in kanton Freiburg, Rossinière, Château-d'Œx en Rougemont terug in Vaud en Saanen, Gstaad en tot Zweisimmen gelegen in kanton Bern. In Zweisimmen is een aansluiting naar Lenk en de aansluiting van de BLS AG naar Spiez en Interlaken Ost, onderdeel van de toeristische treindienst GoldenPass Line.

## Geschiedenis

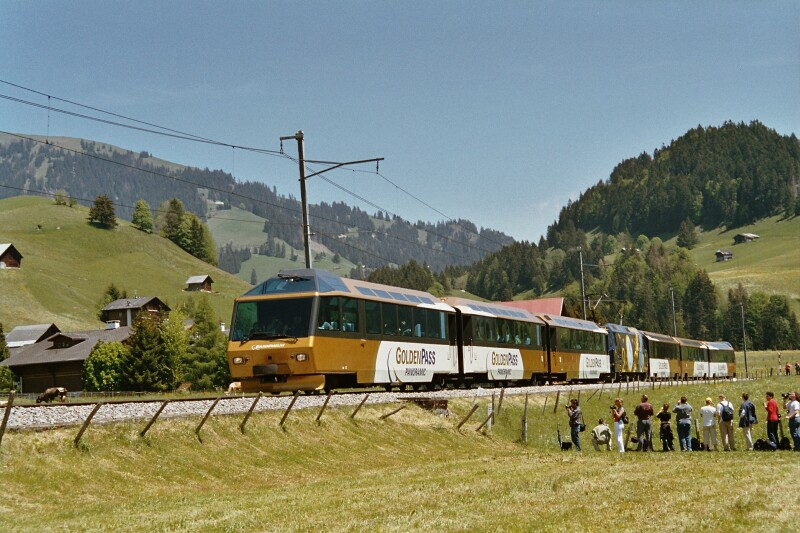
GoldenPass-Panoramic-Express bij Rougemont

In de jaren 1890 begonnen de voorbereidingen voor de aanleg van een spoorlijn die het alpentraject over de Jamanpas en de Saanenmöserpas volgde. In 1899 werd de concessie voor het traject tussen Montreux en Zweisimmen verstrekt waarvan de bouw in 1900 begon. Als eerste trajectdeel werd op 12 december 1901 het bergtraject van Montreux over Chamby naar Les Avants geopend.
Op 1 oktober 1903 werd het trajectdeel van Les Avants door de Jamantunnel en de helling naar Montbovon geopend. De MOB volgt vanaf hier het op 20 december 1904 geopende trajectdeel langs de Saane tot aan Saanen en Gstaad. Op 6 juli 1905 werd het trajectdeel van Gstaad over Saanenmöser naar Zweisimmen geopend.
Het traject tussen Zweisimmen en Lenk werd op 8 juni 1912 geopend.
De MOB had oorspronkelijk geen plannen voor een spoorlijn die via Gstaad zou lopen omdat er reeds plannen bekend waren voor een spoorlijn van Saanen over Les Diablerets (Vaud) en Col du Pillon naar Aigle. Het traject van de Chemin de fer Aigle–Sépey–Diablerets (ASD) van Aigle naar Saanen werd later niet voltooid en eindigde in Les Diablerets.
Sinds 2001 voert de MOB samen met de Transports Montreux-Vevey-Riviera (MVR) de bedrijfsvoering van de TPC waaronder de ASD, AL, AOMC en de BVB.

## Treindiensten
De treindienst van het personenvervoer wordt uitgevoerd door de Montreux–Berner Oberland-Bahn (MOB).

### Historische voertuigen
De Montreux-Berner Oberland-Bahn (MOB) bezit zelf geen historische voertuigen.

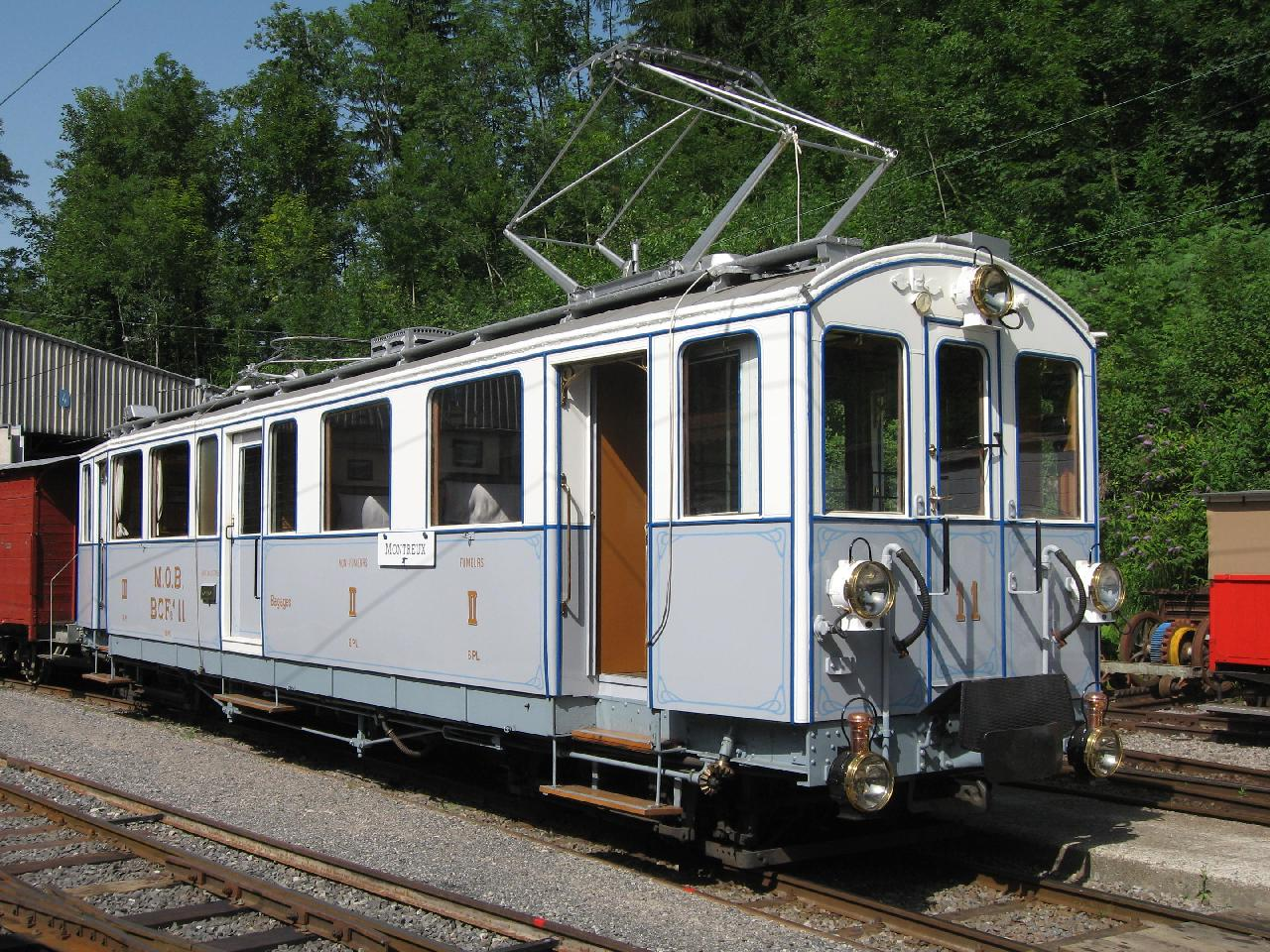
historische motorwagen BCFe 4/4 11 van de Montreux-Berner Oberland-Bahn in het Jaar 2013

Bij de Museumspoorweg Blonay-Chamby (BC) bevindt zich een aantal voormalige MOB-voertuigen. De historische motorwagen BCFe 4/4 11 en de personenwegen BC4 22 van de Montreux-Berner Oberland-Bahn bevinden zich in glansrijke conditie.
Bij de Rhätische Bahn (RhB) bevinden zich vier voormalige MOB-salonwagens die oorspronkelijk in opdracht van de Compagnie Internationale des Wagons-Lits et des Grands Express Européens (CIWL) werden gebouwd voor de Golden Mountain Pullman Express. Deze wagens hebben slechts in een zomerdienstregeling dienstgedaan.

### GoldenPassLine

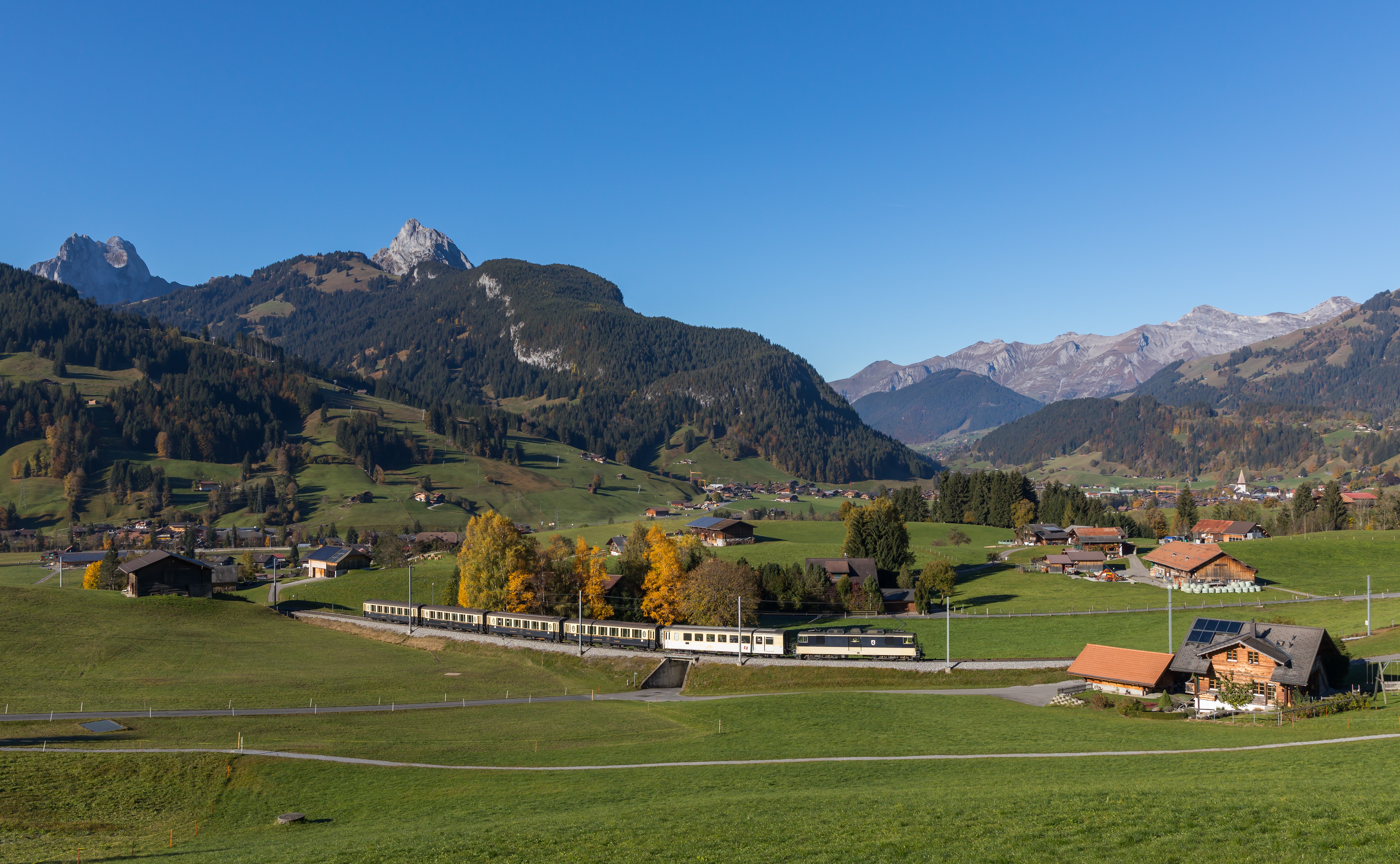
Golden Pass Classic-trein tussen Gstaad en Gruben

Voor de GoldenPass Line tussen Montreux en Interlaken is overstappen in Zweisimmen sinds december 2022 niet meer nodig: hier is een omspoorinstallatie gebouwd, die rijtuigen (met door Alstom ontwikkelde nieuwe draaistellen) omspoort van meterspoor naar normaalspoor en vice versa.

## Aansluitingen
In Fontanivent sloot een voormalige lijn van de Clarens-Chailly-Blonay (CCB) aan, namelijk een lijn van Clarens via Fontanivent naar Blonay. Deze lijn werd in 1955 stilgelegd.
In Chamby sloot een voormalige lijn van de Chemins de fer électriques Veveysans (CEV) aan, namelijk een lijn van Chamby naar Blonay. Deze lijn werd in 1966 stilgelegd. Sindsdien rijdt de Museumsbahn Blonay-Chamby (BC) op dit traject met museumtreinen. Het traject is nog steeds eigendom van de MVR, de opvolger van de CEV.
Het station Montbovon biedt aansluiting op het Chemin de fer Châtel–Bulle–Montbovon (CBM) traject uit Bulle. De CBM werd opgevolgd door de Chemins de fer Fribourgeois Gruyère-Fribourg-Morat (GFM) en is nu onderdeel van het Transports publics Fribourgeois (TPF) spoorwegnet. Hier vindt soms materieeluitwisseling plaats.
In het station Zweisimmen is een aansluiting op de MOB lijn naar Lenk im Simmental en de normaalsporige lijn van de Simmentalbahn van de BLS AG naar Spiez en verder naar Interlaken, Brig en Bern.

## Elektrische tractie
Het traject van de MOB werd geëlektrificeerd met een spanning 850 volt gelijkstroom.